# Gyenes Rózsa
Gyenes Rózsa, 1909-ig Grünfeld, férjezett Zentai Györgyné (Budapest, Terézváros, 1904. május 23. – Budapest, 1961. november 28.) író, újságíró, műfordító.

## Élete
Gyenes (Grünfeld) Sámuel (1874–1923) kereskedősegéd és Hartmann (Halmai) Mária (1883–1968) gyermekeként született zsidó családban. 1922-ben a Budapesti IV. Kerületi Községi Gizella Királyné Leánygimnáziumban érettségizett. Tanulmányait a budapesti Pázmány Péter Tudományegyetemen folytatta, ahol bölcsészdoktorátust szerzett. Már egyetemi hallgatóként különböző lapoknál dolgozott. Az 1930-as évek elején a Pester Lloyd és a Színházi Élet közölte írásai, később a Mai Nap munkatársa volt. Kezdetektől fogva dolgozott a Magyar Rádiónál, ő a rádió-hangjáték első magyarországi művelője. Számos novellája és kisregénye jelent meg a különböző fővárosi lapokban. 1934. június végén apja rákoskeresztúri sírjánál öngyilkosságot kísérelt meg.
A második világháború után Pécsett a Dunántúli Népszava (1945 novemberéig), majd az Új Dunántúl szerkesztőségi tagja lett. 1947–48-ban a BSZKRT sajtófőnöke volt. 1948–49-ben a Magyar Távirati Irodánál dolgozott. Utolsó éveiben budapesti napilapokba írt és a Moziműsort szerkesztette. Halálát tüdőtágulás okozta.
Férje Zentai (Zwack) György magánhivatalnok volt, Zwack Ábrahám bornagykereskedő fia, akihez 1926. szeptember 16-án Budapesten ment nőül. Elváltak.

## Művei
- A tintagörl (regény, Budapest, 1933)
- Ártatlan gyilkosok (Budapest, 1933)
- Mai szerelem (regény, Budapest, 1933)
- Tommy karriert csinált (regény, Budapest, 1933)
- Nem szabad szeretni (regény, Budapest, 1934)
- Az alvilág lilioma (regény, Budapest, 1935)
- Az acélkocka titka (regény, Budapest, 1935)
- Lányom (regény, Budapest, 1938)
- Botrány a leányintézetben (Budapest, 1940)
- Halálos szerelem (Budapest, 1942)
- Ketten találkoznak (Budapest, 1942)
- Két Kain (regény, Budapest, 1943)
- Hazug sorsok (regény, Budapest, 1943)
- Mária két élete (regény, Budapest, 1943)
- Családi gyűrű (regény, Budapest, 1943)
- Alaptőke: 10 pengő (Budapest, 1943)
- A szép kenyereslány (Budapest, 1943)
- A meg nem értett asszony (Budapest, 1943)
- Aki túlélte önmagát (Budapest, 1943)
- Üvegkalitka (Budapest, 1943)
- A sors árvái (Budapest, 1943)
- Békében történt (regény, Budapest, 1943)
- A látszat csal (Budapest, 1943)
- Szerelmi házasság (Budapest, 1943)
- Két házasság (Budapest, 1943)
- Tilos a szerelem (Budapest, 1943)
- Sport és szerelem (Budapest, 1943)
- Négy férfi, négy asszony: Lilli az új főnök (Budapest, 1943)
- Szakítani nehéz (Budapest, 1943)
- Vergődő szerelem (Budapest, 1943)
- Négy asszony árnyékéban (Budapest, 1943)
- A győzelem titka (Budapest, 1943)
- A végzet asszonya (Budapest, 1943)
- Egy millió pengő és a megbolondult család (Budapest, 1943)
- Négyen a viharban (Budapest, 1943)
- Nyári kaland (Budapest, 1943)
- Játék a szerelemért (Budapest, 1944)
- Csak azért is (Budapest, 1943)
- Ki hazudott? (Budapest, 1944)
- A pénz betegei (Budapest, 1944)
- Egy asszony fellázad (regény, Budapest, 1947)
- Foglalkozása: szerelem (Budapest, 1947)
- A régi állatkert (Budapest, 1960)

### Műfordításai
- Rosita de Droite: 1.000,000 dollár (Budapest, 1932)
- Rosita de Droite: Nem szenvedek! ... (regény, Budapest, 1934)
- Rosita de Droite: Theodor az 516-os (Budapest, 1942)